# Терминатор (молекулярная биология)
Термина́тор (англ. Terminator) — нуклеотидная последовательность ДНК, на которой завершается транскрипция гена или оперона. Как правило, последовательность терминатора такова, что комплементарная ей последовательность в мРНК вызывает выход новосинтезированного транскрипта из транскрипционного комплекса. Эта последовательность в мРНК может сама по себе вызывать терминацию за счёт собственной вторичной структуры, а может привлекать особые белки — факторы терминации. После высвобождения РНК-полимераза и транскрипционные факторы приступают к транскрипции другого гена.

## У прокариот

Ро-независимая (сверху) и ро-зависимая (снизу) терминация транскрипции у прокариот

У прокариот существует два механизма терминации: ро-зависимый и ро-независимый. Ро-зависимые терминаторы функционируют посредством особого белка — ро-фактора, который обладает РНК-хеликазной активностью и разрушает комплекс ДНК, мРНК и РНК-полимеразы. Ро-зависимые терминаторы встречаются у бактерий и фагов. Ро-зависимые терминаторы находятся ниже стоп-кодона, на котором завершается трансляция, и представляют собой неструктурированные, обогащённые цитозином последовательности в мРНК, известные как rut-сайты (от англ. Rho utilization site), после которых находятся точки остановки транскрипции (англ. tsp от transcription stop point). Консенсусная последовательность для rut-сайтов не установлена. Rut-сайт выступает в роли места посадки ро-фактора на мРНК и его активатора. Активированный ро-фактор начинает гидролизовать АТФ и за счёт энергии гидролиза движется вдоль мРНК, пока не столкнётся с РНК-полимеразой, остановившейся на tsp-сайте. Контакт между ро-фактором и РНК-полимеразой стимулирует распад транскрипционного комплекса за счёт аллостерических эффектов ро-фактора на РНК-полимеразу.
Ро-независимые терминаторы формируют шпильки в структуре синтезирующегося транскрипта, которые при столкновении с РНК-полимеразой вызывают диссоциацию комплекса ДНК, мРНК и РНК-полимеразы. Типичный ро-независимый терминатор состоит из 20 нуклеотидов, обогащён парами GC и обладает диадной симметрией, а вслед за ним следует обогащённый тимином участок (поли(Т)-тракт), которому в мРНК соответствует участок, обогащённый урацилом. Предположительный механизм работы ро-независимых терминаторов заключается в том, что шпилька вызывает остановку РНК-полимеразы, из-за которой повышается вероятность диссоциации фермента от матрицы. Кроме того, со шпилькой взаимодействует фактор элонгации транскрипции NusA, который способствует терминации транскрипции.

## У эукариот
У эукариот сигналы терминации транскрипции распознаются факторами терминации, которые взаимодействуют с РНК-полимеразой II и ускоряют процесс терминации. Когда в мРНК синтезируется сигнал полиаденилирования, то белки CPSF (от англ. cleavage and polyadenylation specificity factor) и CstF (от англ. cleavage stimulation factor) переходят на него с C-концевого домена РНК-полимеразы II. Эти два фактора затем привлекают другие белки, которые вносят разрыв в транскрипт, высвобождая мРНК из транскрипционного комплекса, и добавляют к 3'-концу мРНК хвост из приблизительно 200 адениновых нуклеотидов в ходе процесса, известного как полиаденилирование. В это время РНК-полимераза продолжает транскрипцию ещё от нескольких сотен до нескольких тысяч нуклеотидов и в конце концов диссоциирует с ДНК по не до конца известному механизму. Существуют две основные гипотезы на этот счёт: модель торпедо и аллостерическая модель.
Когда синтез собственно мРНК завершён и в неё внесён разрыв в сигнале полиаденилирования, оставшаяся слева от разрыва часть транскрипта всё ещё комплементарно связана с ДНК и РНК-полимеразой, которая продолжает транскрипцию. Далее экзонуклеаза связывается с остатком транскрипта, всё ещё связанным с матрицей, и начинает отщеплять по одному нуклеотиду с его 5'-конца, постепенно приближаясь к продолжающей транскрипцию РНК-полимеразе II. У человека в роли такой экзонуклеазы выступает белок XRN2. В конце концов, согласно модели торпедо, экзонуклеаза «догоняет» РНК-полимеразу II и сталкивает её с матрицы, разрушая остаточный транскрипт и вызывая терминацию транскрипции. XRN2 может не сталкивать фермент с ДНК, а «выбивать» ДНК из-под него. Механизм этого процесса неясен, и маловероятно, что в его основе лежит только лишь диссоциация.
Согласно альтернативной модели, известной как аллостерическая модель, терминация обусловлена структурными изменениями в РНК-полимеразе, которые вызваны взаимодействием с определёнными белками или, напротив, утратой связи с другими. Структурные изменения РНК-полимеразы приводят к тому, что она диссоциирует с матрицы, причём они происходят уже после того, как РНК-полимераза синтезирует сигнал полиаденилирования. Когда РНК-полимераза синтезирует сигнал полиаденилирования, она претерпевает конформационные изменения, в результате которых с её C-концевого домена уходят определённые белки. Конформационные изменения снижают процессивность РНК-полимеразы, повышая вероятность её диссоциации. В этой модели, известной как аллостерическая модель, терминация обусловлена не разрушением остатков транскрипта, а снижением эффективности работы РНК-полимеразы, которое повышает вероятность её диссоциации.